# Ophioblennius atlanticus
Ophioblennius atlanticus е вид бодлоперка от семейство Blenniidae. Видът не е застрашен от изчезване.

## Разпространение и местообитание
Разпространен е в Американски Вирджински острови, Ангола, Антигуа и Барбуда, Аруба, Барбадос, Бахамски острови, Бенин, Бермудски острови, Бразилия, Британски Вирджински острови, Габон, Гамбия, Гана, Гваделупа, Гвинея, Гвинея-Бисау, Гренада, Демократична република Конго, Доминика, Екваториална Гвинея, Кабо Верде, Камерун, Кот д'Ивоар, Куба, Либерия, Мавритания, Мартиника, Монсерат, Нигерия, Пуерто Рико, Сао Томе и Принсипи, САЩ, Сейнт Винсент и Гренадини, Сейнт Китс и Невис, Сейнт Лусия, Сенегал, Сиера Леоне, Того и Тринидад и Тобаго.
Обитава скалистите дъна на океани, морета, заливи и рифове в райони с тропически климат. Среща се на дълбочина от 0,7 до 26 m, при температура на водата от 26,7 до 28,5 °C и соленост 34,2 – 37 ‰.

## Описание
На дължина достигат до 19 cm.